# Tityus grottoedensis
Espèce
Tityus grottoedensis est une espèce de scorpions de la famille des Buthidae.

## Distribution
Cette espèce est endémique du département de Tolima en Colombie. Elle se rencontre à Cunday dans et devant la grotte Cueva del Edén.

## Description
La femelle holotype mesure 54,21 mm et les femelles paratypes 50,87 et 51,15 mm.

## Étymologie
Son nom d'espèce, composé de grottoeden et du suffixe latin -ensis, « qui vit dans, qui habite », lui a été donné en référence au lieu de sa découverte, la grotte Cueva del Edén.

## Publication originale
- Botero-Trujillo & Flórez, 2014 : « A new species of Tityus (Scorpiones, Buthidae) from El Edén Cave, Colombia. » Zootaxa, no 3796(1), p. 108-120.